# Бивио Боначи (Катанцаро)
Бивио Боначи је насеље у Италији у округу Катанцаро, региону Калабрија.
Према процени из 2011. у насељу је живело 66 становника. Насеље се налази на надморској висини од 810 м.